# Entzündung

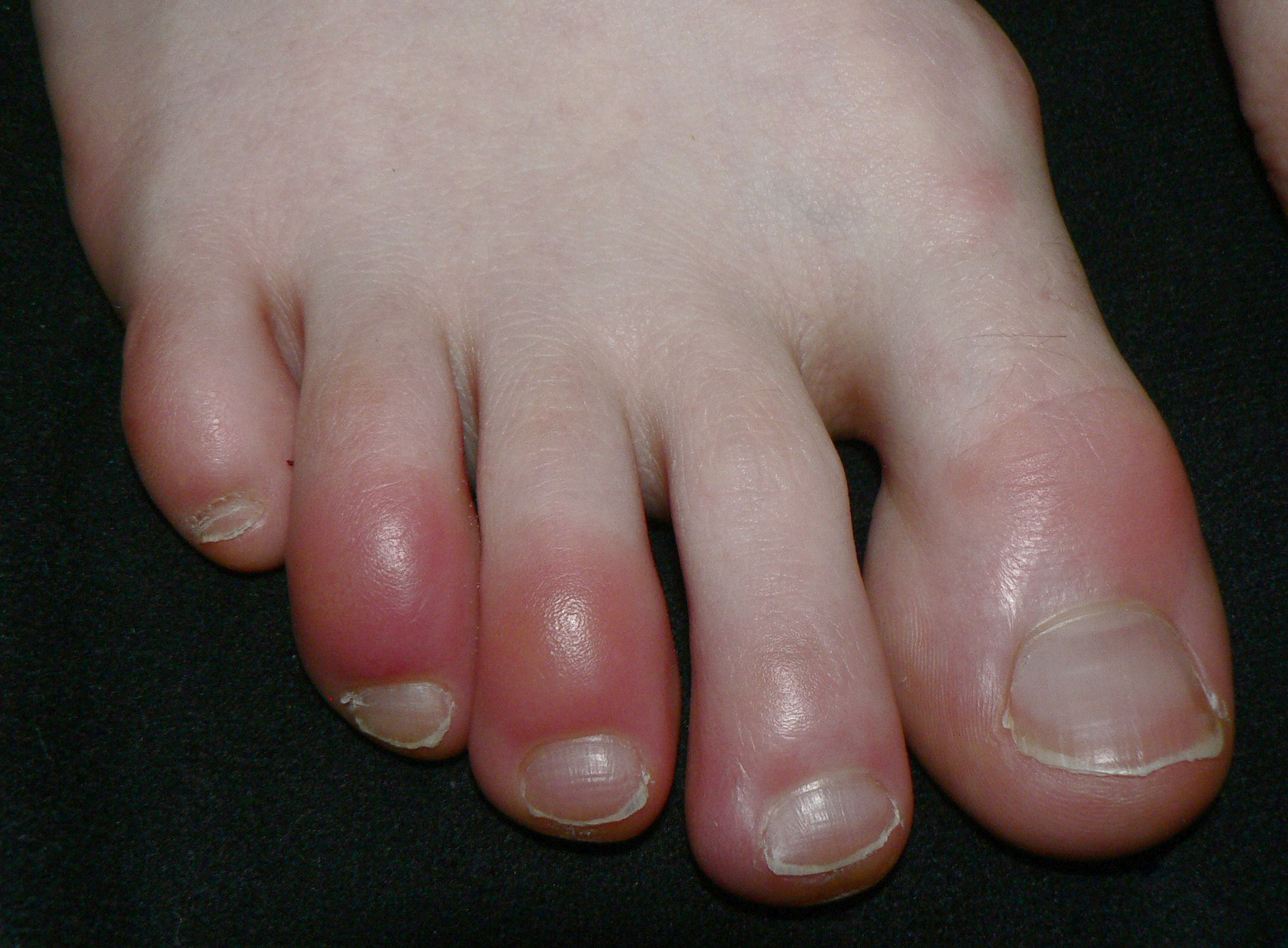
Entzündung durch Unterkühlung

Entzündung oder Inflammation (lateinisch Inflammatio, altgriechisch Phlegmasia oder Phlogosis) ist eine körpereigene Reaktion auf schädliche Reize, die sich klassischerweise durch die Entzündungszeichen Rötung, Schwellung, Überwärmung, Schmerz und funktionelle Einschränkung äußert. Zytokine als Botenstoffe des Immunsystems bewirken dabei eine Erweiterung der Blutgefäße, sodass das Entzündungsgebiet stärker durchblutet wird; außerdem werden die Gefäße durchlässiger für den Austritt von Blutplasma und Leukozyten ins Gewebe. Nach einem weiteren Begriffsverständnis werden alle an bestimmten Orten ablaufenden Immunreaktionen als Entzündung bezeichnet. Die Fachbegriffe für Entzündungen werden gebildet, indem die Endung -itis an die griechische Bezeichnung der betroffenen anatomischen Struktur angehängt wird.
Entzündungen können die Integrität des Organismus sichern, indem sie beispielsweise Krankheitserreger oder Fremdstoffe aus dem Gewebe entfernen. Blutstillung und -gerinnung, Entzündung, Abräumung von Zelltrümmern und Wundheilung sind eng verzahnte Prozesse, die teilweise nebeneinander ablaufen. Entzündungen, die dem Betroffenen mehr schaden als nützen, sind von großer medizinischer Bedeutung und ein häufiges Ziel antientzündlicher Behandlungen.

## Eigenschaften
Im Jahr 1794 erschien die klassische Bearbeitung der Lehre von der Entzündung von John Hunter posthum. Eine Entzündung ist nach moderner Definition gemäß Ekkehard Grundmann eine komplexe Reaktion des Gefäßbindegewebes auf eine Zell- oder Gewebsschädigung, die gekennzeichnet ist durch Kreislaufveränderungen mit Transsudation von Blutplasma und Transmigration von Blutzellen sowie Proliferation emigrierter oder ortsständiger Zellen. Dabei kommt es zu den typischen Anzeichen einer Entzündung: der Rötung (lateinisch Rubor), der Überwärmung (lateinisch Calor), der Schwellung (lateinisch Tumor), dem Schmerz (lateinisch Dolor) und einer eingeschränkten Funktion (lateinisch Functio laesa). Diese fünf Zeichen bzw. Kardinalsymptome, von denen die ersten vier bereits von Celsus beschrieben und um das fünfte von Galen ergänzt worden sind, sind nicht immer direkt erkennbar oder auch nur teilweise nachweisbar. Eine Magenschleimhautentzündung beispielsweise kann z. B. vor allem Schmerzen nach dem Essen verursachen und ist dann nur zeitlich begrenzt symptomatisch. Sie kann mit Übelkeit einhergehen.
Die Rötung und Schwellung erfolgt durch die Erhöhung der Durchlässigkeit der Blutgefäße im Zuge der Diapedese der Immunzellen, Erythrozyten und Plasmaproteine durch Ausschüttung der Botenstoffe Interleukin-1 und Prostaglandin I2. Die eingewanderten Zellen und Plasmaproteine werden als Infiltrat bezeichnet. Der Schmerz erfolgt durch eine Ausschüttung von Schmerz-Botenstoffen (Prostaglandin E2, Prostaglandin I2, Bradykinin und andere Kinine) und Zytokinen (Tumor-Nekrose-Faktor) durch die Immunzellen und dient der Ruhigstellung des betreffenden Körperteils und der Schonung von Energiereserven durch geringere Aktivität. Die Temperaturerhöhung wird durch Zytokine wie Interleukin-6 über die Produktion von Prostaglandin E2 vermittelt und entsteht durch vermehrte Stoffwechselaktivität.
Oft besteht die Reaktion aus einer Abstoßung eines Teils des kranken Gewebes durch Nekrose oder Apoptose und anschließender Neubildung von Zellen zur Reparation des Gewebeschadens. Die Abstoßung von Zellen dient bei Hautzellen unter anderem dem Schutz des darunterliegenden Gewebes. Eine Entzündung kann lokal in einem (kleinen) umschriebenen Gebiet auftreten oder den ganzen Körper betreffen. Beispiele für lokalisierte Entzündungen sind z. B. die Enteritis (Entzündung des Darms), die Kolitis (Entzündung des Grimmdarms), die Gastritis (Entzündung des Magens), die Arthritis (Gelenkentzündung), die Myokarditis (Herzmuskelentzündung), die Dermatitis (Hautentzündung) und die Otitis (Ohrenentzündung). Eine sprachliche Ausnahme bildet die Pneumonie (Lungenentzündung), bei der die Endung „-itis“ fehlt (allerdings wird selten auch die Form Pneumonitis verwendet).
In der klassischen Medizin werden Entzündungen häufig durch Abstellen des auslösenden Reizes bekämpft. Unterdrückt man die Abwehrreaktion im Rahmen einer symptomatischen Therapie, kann sich die Heilung dagegen verzögern.
Im Jahr 1906 wies Gustav Spiess darauf hin, dass Entzündungen milder verlaufen und rascher abklingen, wenn der Schmerz beseitigt wird, was dazu beitrug, die Schmerzbekämpfung bei der Behandlung vieler Erkrankungen in den Mittelpunkt zu stellen.

## Ursachen
Jeder das physiologische Maß übersteigende Reiz kann eine Entzündung auslösen. Dies gilt insbesondere für physikalische Reize, wie mechanische Reize (z. B. Druck, Reibung, Verletzung oder Fremdkörper, z. B. Stoffwechselprodukte wie Harnsäurekristalle), thermische Reize (z. B. Wärme, Kälte), Strahlung (UV, Infrarot, ionisierende Strahlung), chemische Reize (reizende und gesundheitsschädliche Stoffe wie z. B. Säuren, Laugen, Toxine, entgleiste Enzyme, wie z. B. bei der akuten Pankreatitis), Allergene und Autoallergene (z. B. bei rheumatischen oder Autoimmunkrankheiten) oder Krankheitserreger (Bakterien, Viren, Pilze, Parasiten). Entzündungen können ein Symptom eines Mastzellaktivierungssyndroms (MCAS) sein.

## Ablauf lokaler Entzündungsreaktionen
- Lokale Durchblutungsminderung:

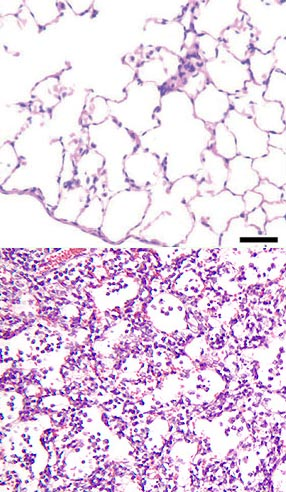
Einwanderung von Entzündungszellen bei einer Lungenentzündung (unten), oben normales Lungengewebe

  - Diese nur minutenlange Phase wird auch „initiale Ischämie“ genannt. Gemeint ist eine kurzzeitige lokale Durchblutungsminderung durch die Reaktion des Gefäßbindegewebes auf die Adrenalinausschüttung (arterieller Spasmus). Verbunden mit den verengten Arteriolen sind erweiterte Venolen.
  - Danach folgt eine, vor allem lokale, Hyperämie, die zum einen durch den vom vegetativen Nervensystem wieder aufgelösten Arteriolenspasmus, zum anderen von einer Verengung der Venolen ausgelöst wird. Letztere wird von diversen Mediatoren, z. B. Prostaglandinen, Kininen, ausgelöst. Diese Abflussstörung wiederum führt zur Thrombozytenaggregation, dem Sludge-Phänomen (zähflüssiges Blut), Exsudation und anderen durch Blutstase ausgelösten Folgen.
- Die Permeabilität der Gefäßwände wird durch Gefäßmediatoren, hier Histamin, Prostaglandine, Kinine und Serotonin, für wenige Minuten gesteigert, so dass ein Blutstau entsteht.[7]
- Durch die erhöhte Permeabilität können nun Plasmaeiweiße (Blutplasmaexsudation) durch Lücken in den Gefäßwänden in das betroffene Gebiet einströmen. Für die Entzündungsreaktion wichtig sind hierbei vor allem neutrophile, basophile und eosinophile Granulozyten, Makrophagen und Lymphozyten. Es kommt zur Phagozytose der Fremdkörper. Außerdem werden vermehrt Mastzellen in das entzündete Gewebe angeschwemmt.

## Allgemeine unspezifische Entzündungszeichen
Neben den fünf direkten Entzündungszeichen am Ort der Entzündung kann man eine Entzündung ab einem bestimmten Schweregrad an allgemeinen Reaktionen des Gesamtorganismus erkennen. Zu diesen Allgemeinreaktionen gehören:
- Fieber: Beschleunigter Stoffwechsel mit schnellerer Bildung u. a. von Antikörpern
- allgemeines Krankheitsgefühl
- Leukozytenanstieg oder -abfall (Weiße Blutkörperchen)
- CRP-Anstieg (immunologisch wirksames Akute-Phase-Protein)
- beschleunigte Blutkörperchensenkung (BKS bzw. BSG für -senkungsgeschwindigkeit)
- Procalcitonin-Anstieg (Hormon-Vorstufe)
- Interleukin-6-Anstieg (pro-inflammatorisches Zytokin)

## Molekulare Mechanismen
Eine Entzündung geht einher mit charakteristischen Veränderungen auf molekularer Ebene. Zunächst kommt es durch die auslösenden Stimuli zu Aktivitätsänderungen in bestimmten zellulären Signalwegen, die wiederum zu spezifischen Änderungen des Genexpressionsmusters führen. Einer der wichtigsten intrazellulären Regulatoren von Entzündungsreaktionen ist beispielsweise der Transkriptionsfaktor NF-κB, der durch bakterielle und virale Antigene, Zytokine und durch chemisch-physikalische Noxen aktiviert wird und die Genexpression in betroffenen Zellen schnell und umfassend ändern kann. Unter den hochregulierten Genen befinden sich insbesondere Zytokine und Zelladhäsionsmoleküle, die für eine Verbreitung der Entzündung auf andere Zellen und deren Verstärkung, oft im Sinne einer positiven Rückkopplung, sorgen. Ein Beispiel für eine molekular gut charakterisierte Entzündungsreaktion ist die sogenannte Akute-Phase-Reaktion.

## Einteilung
Im 18. Jahrhundert erfolgte durch John Hunter eine Einteilung der Entzündungsphasen in Adhäsion (mit Rötung und Schwellung), Suppuration (Eiterung, Fieber) und Ulzeration (mit Absorption, gefolgt von Granulation und Vernarbung).
Entzündungen können heute eingeteilt werden
nach dem zeitlichen Krankheitsverlauf:
- perakut, hyperakut = plötzlich einsetzende sehr schwere Entzündung, die nach wenigen Tagen tödlich endet
- akut = plötzlich einsetzende Entzündungen
- subakut = zwischen akut und chronisch – keine nähere Definition
- primär-chronisch = langsam, schleichend ablaufende Entzündung
- rezidivierende = wiederholt auftretende Entzündungen
- progredient = fortschreitende Entzündung (ohne Besserung)
- sekundär-chronisch = aus nicht-heilenden akuten oder rezidivierenden Entzündungen

nach der Ausdehnung:
- systemische/generalisierte/metastatische Entzündung (gesamter Körper – meist mit Fieber)
- lokale Entzündung (nur auf eine Stelle beschränkt)

nach der Flüssigkeit:
- seröse Entzündung (große Mengen von eiweißhaltiger Flüssigkeit)
- fibrinöse Entzündung (große Mengen von fibrinhaltiger Flüssigkeit)
- eitrige Entzündung